# علجوم القصب
علجوم القصب أو علجوم مارينوس ,يعرف أيضا باسم العلجوم العملاق أو العلجوم البحري اسم أطلقi الأستراليون على العلجوم البحرية العملاقة التي تعيش في بحار أمريكا الوسطى وأمريكا الجنوبية.
بعد نجاح واضح من علجوم القصب في قتل الخنافس التي كانت تتلف محصولات قصب السكر في بورتو ريكو والبدايات الناجحة أثناء جلبها إلى هاواي والفلبين، جائت فكرة إدخالها أستراليا لتدمير الآفات التي تعصف حقول قصب السكر في ولاية كوينزلاند فأصبحت علجوم القصب أحد أنوع من البرمائيات التي استجلبت إلى حقول قصب السكر شمالي كوينزلاند في أستراليا عام 1935م وذلك بهدف مكافحة آفات الخنافس وبعض الآفات الزراعية الأخرى.
ولكن مع مرور الأيام أصبح علجوم القصب هو نفسه نوع مجتاح أدى إلى آفة خطرة منذ عام 1935م. فقد أخذت العلاجيم تنشر سمومها لقتل كثير من الحشرات الأخرى والأسماك الصغيرة، والبرمائيات والطيور التي تبني أعشاشها على الأرض، وكذلك الثدييات الصغيرة, وقد ماتت الكثير من الثعابين التي أكلت علجوم القصب متأثرة بسمها.
لدى علجوم القصب جلد جاف ومغطى بالغدد والبثور، ويصل طول علجوم القصب إلى 20سم, وقد لوحظ أن الإناث هي أكبر بكثير في الحجم من الذكور, تتعدد الوان علجوم القصب فقد تأخذ اللون الرمادي أو الأصفر والبني الأحمر أو البني الأخضر، وتوجد غدد سامة في حلقومها تجعلها غير مستساغة. وتتميز الغدد النكافية الموجودة خلف العينين بكبر الحجم، وتتوالد بكثرة حيث تضع أنثى علجوم القصب ما بين 8000 و 25000 بيضة على شكل سلاسل طويلة هلامية الشكل يصل طولها إلى 20 مترا مما أدى إلى ازداد عددها زيادة ملحوظة لعدم وجود أعداء حقيقيين لها في الطبيعة.

## مدى الانتشار الجغرافي
ينقسم الانتشار الجغرافي لعلجوم القصب إلى قسمين رئيسيين

### البلدان الأصلية
وهي البلدان التي اكتشفت فيها أنواع من علجوم القصب وهي:-
| بليز بوليفيا البرازيل كولومبيا كوستاريكا الإكوادور السلفادور غيانا الفرنسية غواتيمالا غيانا | هندوراس المكسيك نيكاراغوا بنما بيرو سورينام ترينيداد وتوباغو الولايات المتحدة (فلوريدا,هاواي,تكساس) فنزويلا |  |

### البلدان التي جلبت إليها

اجتياح علجوم القصب لأستراليا

وهي البلدان التي استجلبت إلى حقولها علجوم القصب لمكافحة الآفات وهي :-
| أنتيغوا وبربودا أروبا أستراليا بربادوس جمهورية الدومينيكان غرينادا غواديلوب غوام هايتي جامايكا اليابان مونتسيرات المارتينيك جزر ماريانا الشمالية بابوا غينيا الجديدة | الفلبين بورتوريكو سانت كيتس ونيفيس سانت لوسيا سانت فنسنت غرينادين جزر سليمان مقاطعة تايوان الصينية جزر فيرجن ولايات أخرى من الولايات المتحدة |  |

## وصلات خارجية
- مجموعة صور لأنواع من علجوم القصب